# 卡夫卡松饼君
卡夫卡松饼君（1995年1月13日—2020年12月10日），本名赵上上，在查出癌症晚期后，因其以“卡夫卡松饼君”的网名在互联网分享自己的乐观抗癌经历受到网民关注，然而在走红后同时受到了持续不断的网络暴力，也被指责施加网络暴力。当地时间2020年12月10日，卡夫卡松饼君因癌症于美国波士顿某医院去世，年仅25岁。去世时母亲与同学在一旁陪伴。

## 生平

### 早期经历
赵上上高中就读于湖南省长沙市第一中学，据杨姓朋友回忆，高二开始就为三个社团拉赞助，参与管理一个成员大多为大学生的非政府组织，独自一人去新加坡参加SAT考试。另外赵上上在高二期间撰写的批判网络暴力的文章登上了潇湘晨报。
之后赵上上前往美国佛罗里达大学读本科，几年后被本校录为全额奖学金硕士，后来申请到波士顿大学的研究生。2019年8月赵上上突然剧烈咳嗽，咳出了一马桶的血，一周后即被确诊为非小细胞肺癌晚期。医生认为如果没有及时发现赵上上的生命可能只剩下半年。赵上上决定休学积极治疗，并在主治医师的允许下坚持健身，一年后返校上课。

### 分享生活获支持
赵上上认为，相比于生活中其他琐事带来的痛苦，得癌症不算什么。不过，作为家里唯一的孩子，赵上上并不希望家里用尽积蓄给她治病。她希望拍一些视频可以留下来，像面对面讲话一样，给父母带来些许怀念。赵上上开始在微博“卡夫卡松饼君”以及其他平台的社交账号上分享自己的经历，不过最初赵上上很少对朋友诉苦，也并不想让很多人知道自己患癌，最多以自嘲的方式化解自己人生的遗憾，以及给朋友鼓励加油。后来她喜欢的脱口秀演员因此关注了她，录制了现场观众给她加油的视频。赵上上对此心怀感激，决定将自己的经历分享到网上以鼓舞更多的人。
2020年初，分享自己作为肺癌晚期患者的诊疗经历，鼓励其他生活中不如意的人。2020年1月底，在朋友的建议下，赵上上把此前发在微博上的十个Vlog上传到bilibili，其中《当我知道自己是肺癌晚期的时候，我在想什么》第一、二期的播放总量超过560万，被推送到了bilibili首页。
2020年2月3日，当日赵上上健身之后发了一张自拍照，被一个男性网友评论称“你好像有小肚腩哦”。当天晚上她录了一个不指名骂这条评论的视频，表示这个社会有太多在外形外貌等方面对女生的压力，不喜欢照片就别看，“你一定要凑上去指责一句，好像你就有高贵感了”。当时卡夫卡松饼君的B站视频登上首页推荐走红不久，受此视频影响，那个男性网民遭到一些粉丝攻击，赵上上的“卡夫卡松饼君”账号也收到了些负面评论。其中有一个19岁的女性网民评论，称“不要把B站不舔你的人都拉黑啦，都吐血了还不住院的吗？脾气这么怪，真把自己当小公举了”。发布这个讽刺评论的网民受到了粉丝的攻击，在之后道歉并注销了账号。据《中国青年报》调查，这个女网民被粉丝人肉搜索出了个人信息，她被迫删除账号。当晚赵上上又录制了一个视频《网络喷子走好不送》，以同样的腔调嘲讽这个网民“有人生没人养”，并称“说出口的话就要有不被原谅的准备呢”。

### 舆论转向
赵上上的做法引发了更多人的反感，有专栏作家事后分析认为，她在这个过程中逐渐变成了网络暴力的施害者。然而网民开始以“讨伐引导网暴者”的理由对卡夫卡松饼君施加网络暴力。有一位读大学一年级的学生在网友那里听说了卡夫卡松饼君，遂决定组队去评论区骂她，并对采访的记者表示“会独立思考的人应该都会对她的行为感到气愤吧”。另有一位在山东读书的大学生因为发布了一些侮辱性的言论，注册了5年的账号被卡夫卡松饼君的粉丝“搞没了”。部分人一起加入了一个反对卡夫卡松饼君的QQ群，并取名为“快乐向前冲”。这个群曾经有至少145人同时在线，群成员则PS她的遗照和裸照，人肉搜索个人信息，她发布的视频也被恶搞剪辑，照片视频被弄成黑白色调，卡夫卡松饼君成了B站的一个梗。
在大量网民的印象里，晚期癌症患者应该掉光了头发躺在病床上，面容枯瘦，满目愁容。不过松饼君呈现出来的状态，完全不符合上述标准。为了自证清白，卡夫卡松饼君发布了一个全英文的病历的扫描件发到网上，并转发了一位网友对病历的翻译，然而仍被质疑是伪造的假病历。3月中旬，她邀请住院医生一同出镜，说明她的病情和治疗情况；然而这个会说中文的华人面孔医生也遭到了质疑、嘲讽甚至攻击，满屏飘过的弹幕充斥着类似于“医生怎么会说中文”“麻烦词背熟一点”“工作证多少钱买的”“沙雕四眼在横店也就20块一天”的文字。
2020年3月，赵上上向法律行业的舅舅易立民求助，他告诉赵上上不要理会，这些人吃饱饭没事做，计较不完。他认为法律层面对名誉权侵权的惩罚力度不大，作恶成本很低；虽然2015年《中华人民共和国刑法修正案（九）》规定，法院可以要求公安机关提供网络诽谤与网络侮辱的线索，但是互联网的虚拟性与匿名性使得证据容易删除篡改但不容易收集。赵上上也问过朋友周莉，周莉则直接说，这方面的诉讼不论在哪个国家取证时间都很漫长，而且对当事人生活的影响比较大，而跨国诉讼对身体没有任何好处。后来赵上上放弃了维权。周莉认为，正是由于她不屈服和反抗，暴力变得越来越持久。

### 病情恶化至病逝
后来赵上上的病情开始恶化且有反复，在病情恶化的一段时间内赵上上遭受到了最严重的网络暴力。之后的病情则好一阵坏一阵。2020年8月，赵上上做直播时，有人特意给自己取了“肚腩癌怎么还不去死”的ID为赵上上的直播刷礼物，以覆盖直播间的屏幕。10月，另一位被质疑造假的视频创作者“虎子的后半生”因癌症去世，有人转发了相关新闻并@卡夫卡松饼君称，“给爷去阴间和虎子配冥婚。”11月，她在微博上说要赶作业的deadline（截止日期），有人问：“那你的DEADline是什么时候啊？”还有人将微博ID改为“卡夫卡送病菌”，坚持对她施加网络暴力，几乎每一条都要带上#卡夫卡松饼君#的话题并@她本人，从3月一直持续到12月松饼君去世后。
也是在10月，赵上上的癌细胞复发并在后背长大，压迫了神经，并在脑部扫出两个新点。11月底，之前治疗使用的靶向药物失效，赵上上接受化疗，开始大量掉发。之后病情危重时曾被送入ICU，次日转入普通病房。12月8日，赵上上发布了最后一条微博訊息。当晚其病情恶化，医护人员告知家属要做好思想准备。医生曾问及赵上上昏迷时是否要抢救，赵上上表示不需要抢救，“不让我痛就行了”。12月9日，赵上上发布了最后一条朋友圈消息：“我可能，再也见不到你了。”10日，舅舅易立民接到妹妹（赵上上母亲）的电话，表示赵上上已经不能正常说话了。一天后，在母亲与同学的陪伴下，赵上上离世。

## 身后
赵上上去世后，仍有网民持续对其施加网络暴力，还有人怀疑赵上上在演戏，甚至有人表示要“开香槟庆祝”。有的网民注意到这个事件之后，开始用网络暴力的方式质疑攻击过卡夫卡松饼君的人，并要求他们道歉。有媒体对围绕着赵上上的网络暴力加以讨论。
一个化名叫做吕品的学生网民接受了《中国青年报》的采访，他曾经在2020年3月的凌晨看到过赵上上的视频。在翻阅了所有的视频与部分评论区留言后，他制作了一个视频指控卡夫卡松饼君利用绝症赚钱，质疑癌症晚期竟然有力气健身，怀疑事件真实性。发布这个视频之后局势很快不受控制。他声称自己曾尝试制止并举报人肉搜索卡夫卡松饼君个人信息的行为。赵上上去世后，吕品成为新一轮被施加网络暴力的对象。不过吕品坚称自己“没有错误”，向记者表示网络暴力是相互的，还自比圣女贞德。另有网民询问了一些在生前留言骂赵上上的网民，“人去世了，你有什么想说的”。大多数人保持沉默、或者表示无所谓，其次则虽有道歉但是很敷衍，有的人则继续攻击赵上上。
有部分关注量较少的视频创作者也遭遇过类似的遭遇网络暴力的经历，其中有的说，面对网络暴力，除了拉黑举报删除以外，没有更好的办法了。
2020年12月24日，哔哩哔哩发布了一则公告。公告表示，自当日起，对于不幸离开人世的 B 站用户，将在取得其直系亲属确认和同意后，将其账号列为 “纪念账号”并加以保护。同时哔哩哔哩表示，对于声称自己患病或遭遇不幸的人，无论真伪能否验证，都应“无条件给予其基本的善意与尊重”“每一个生命的结束，我们都应给予基本的尊重”。不过“纪念账号”这一机制在后来网民“墨茶Official”去世后遭到其他网民的质疑，这部分人认为，“纪念账号”无非是吃人血馒头，占死人的便宜，为自己搏个好名声而已。